# Dalików (gromada)
Dalików – dawna gromada, czyli najmniejsza jednostka podziału terytorialnego Polskiej Rzeczypospolitej Ludowej w latach 1954–1972.
Gromady, z gromadzkimi radami narodowymi (GRN) jako organami władzy najniższego stopnia na wsi, funkcjonowały od reformy reorganizującej administrację wiejską przeprowadzonej jesienią 1954 do momentu ich zniesienia z dniem 1 stycznia 1973, tym samym wypierając organizację gminną w latach 1954–1972.
Gromadę Dalików siedzibą GRN w Dalikowie utworzono – jako jedną z 8759 gromad na obszarze Polski – w powiecie łęczyckim w woj. łódzkim, na mocy uchwały nr 32/54 WRN w Łodzi z dnia 4 października 1954. W skład jednostki weszły obszary dotychczasowych gromad Dalików, Dalików A, Złotniki, Krzemieniew, Dąbrówka Woźnicka i Gajówka, ponadto kolonia Stefanów, wieś Marcinów i wieś Dąbrówka Nadolna z dotychczasowej gromady Stefanów oraz kolonia Brudnów IV z dotychczasowej gromady Brudnów ze zniesionej gminy Dalików w tymże powiecie. Dla gromady ustalono 17 członków gromadzkiej rady narodowej.
1 stycznia 1956 gromada weszła w skład nowo utworzonego powiatu poddębickiego w tymże województwie.
1 stycznia 1959 do gromady Dalików przyłączono wsie Huta Bardzyńska, Eufemia, Simonia i Rozynów oraz kolonię Rozynów ze znoszonej gromady Florentynów w powiecie łęczyckim.
31 grudnia 1959 do gromady Dalików przyłączono wieś i kolonię Zdrzychów ze znoszonej gromady Wilczyca.
31 grudnia 1961 do gromady Dalików przyłączono wieś Przekora i wieś Franki ze zniesionej gromady Przekora.
Gromada przetrwała do końca 1972 roku, czyli do kolejnej reformy gminnej. 1 stycznia 1973 – tym razem w powiecie poddębickim – reaktywowano gminę Dalików.